# Casa Freixes (Bot)
La Casa Freixes és un edifici del municipi de Bot (Terra Alta) inclosa en l'Inventari del Patrimoni Arquitectònic de Catalunya.

## Descripció
Edifici entre mitger, està compost per una planta baixa -destinada a usos agrícoles, encara que actualment forma part de l'habitatge-, un pis noble i un segon pis. La coberta és a dues aigües. Les obertures segueixen un ritme i es corresponen entre plantes: portes amb llindes a la planta baixa, balcons al primer pis i finestres quadrades al segon.
Feta amb maçoneria i carreus de pedra, especialment a les cantonades i al voltant de les obertures. La façana ha estat emblanquida recentment. El paviment d'entrada està compost de lloses de pedra de grans mesures que fan pensar en una major antiguitat de l'edifici. Hi ha una inscripció on figura la inscripció "ANY 1853", però suposem que aquesta data correspon a una rehabilitació de l'immoble.
L'estructura de l'edifici és de bigues de fusta amb revoltons ceràmics i escales amb voltes a la catalana.

## Història
L'antic propietari fou en Josep Freixes, membre del tribunal de València de la Inquisició.